# Deluhi
DELUHI (jap. デルヒ Deluhi) − japoński zespół visual kei, założony w 2008 roku przez gitarzystę Leda po rekrutacji Juri'ego na wokalistę do zespołu. Leda był wcześniej basistą zespołu Galneryus, wtedy jeszcze pod pseudonimem Yu-To.
Pod koniec 2009 zespół DELUHI odbył wspólne krajowe tournée po Japonii z Matenrō Opera.
1 grudnia 2010 roku po zakończeniu koncertu w Shibuya O-East zespół ogłosił, że zawieszają swoją działalność. 1 kwietnia 2011 roku ogłosili, że po ich ostatniej trasie koncertowej w lipcu zespół zostanie rozwiązany.

## Członkowie
- Juri − wokal
- Leda − gitara
- Aggy − gitara basowa
- Sujk − perkusja

## Dyskografia

### Albumy i EP
- Surveillance (26 marca 2008)
- Yggdalive (4 listopada 2009)
- VANDALISM (27 lipca 2011)

### Single
- Orion Once Again (23 lipca 2008)
- Visvasrit (29 października 2008)
- Mahadeva (26 listopada 2008)
- Jagannath (31 grudnia 2008)
- No Salvation (8 stycznia 2009)
- Flash:B[l]ack (20 maja 2009)
- Orion once again [2nd press] (20 maja 2009
- Two Hurt (8 maja 2009)
- Two Hurt -FOOL'S MATE EDITION- (30 października 2009)
- Recall (4 listopada 2009)
- Revolver Blast (24 marca 2010)
- Frontier (16 czerwca 2010
- The Farthest (14 lipca 2010)
- Departure (4 sierpnia 2010)

### DVD
- LIVE:BLITZKRIEG (15 grudnia 2010)
- LIVE:VANDALISM (21 grudnia 2011)